# Copa México 1994/95
Die Copa México 1994/95 war die 39. Austragung des Fußball-Pokalwettbewerbs seit Einführung des Profifußballs in Mexiko.
Das Pokalturnier wurde zwischen dem 24. Januar und dem 15. März 1995 ausgetragen. Teilnahmeberechtigt waren alle 19 Mannschaften, die in derselben Saison in der höchsten Spielklasse vertreten waren sowie alle 15 Mannschaften, die in derselben Saison in der neu installierten zweiten Liga spielten. Die weiteren vier Teilnehmer spielten in der drittklassigen Segunda División und setzten sich zusammen aus der zu diesem Zeitpunkt unter der Bezeichnung Bachilleres spielenden Mannschaft der Universidad de Guadalajara, deren Rückzug aus der ersten Liga am Ende der Saison 1993/94 erst die Schaffung der neuen Primera División 'A' (Mexiko) ermöglicht hatte, dem Farmteam Cruz Azul Hidalgo, das am Ende derselben Saison die Meisterschaft der Segunda División gewann und in die zweite Liga aufstieg, sowie den Pioneros de Cancún und den Delfines de Xalapa. Somit nahmen insgesamt 38 Mannschaften am Pokalturnier teil. Die Auslosung der ersten Runde erfolgte auf eine Weise, dass die unterklassigen Mannschaften sich stets mit den Erstligisten messen mussten (es also zu keiner Begegnung zwischen Erstligisten bzw. unterklassigen Mannschaften kam), wobei die unterklassigen Mannschaften in diesen Begegnungen stets mit dem Heimvorteil ausgestattet waren.
Pokalsieger wurde zum dritten Mal unter Profibedingungen und zum insgesamt sechsten Mal die Mannschaft des Club Necaxa.

## Modus
Die Begegnungen wurden im K.-o.-System ausgetragen. Alle Begegnungen wurden in nur einem Spiel entschieden.

## Erste Runde
Die Begegnungen der ersten Pokalrunde wurden zwischen dem 24. und 31. Januar 1995 ausgetragen. Beachtlich war dabei, dass sich alle vier teilnehmenden Mannschaften aus der dritten Liga gegen ihre Gegner aus der ersten Liga durchsetzen konnten!
|                          | Ergebnis        |                   |
| ------------------------ | --------------- | ----------------- |
| CD Zacatepec             | 0:2             | UAG Tecos         |
| Real San Luis            | 2:3             | Club América      |
| Marte Morelos            | 2:0             | UAT Correcaminos  |
| Delfines de Xalapa       | 2:1             | Deportivo Toluca  |
| Atlético Yucatán         | 0:0 (4:3 i. E.) | CF Atlas          |
| Caimanes de Tabasco      | 0:0 (3:4 i. E.) | Toros Neza        |
| Gallos de Aguascalientes | 0:1             | Santos Laguna     |
| Bachilleres              | 3:1             | Club León         |
| Pioneros de Cancún       | 0:0 (4:2 i. E.) | UANL Tigres       |
| Guerreros de Acapulco    | 1:1 (3:2 i. E.) | CF Atlante        |
| CF La Piedad             | 2:0             | UNAM Pumas        |
| CD Irapuato              | 3:3 (8:6 i. E.) | CD Cruz Azul      |
| Atlético San Francisco   | 3:2             | CD Guadalajara    |
| U.A. de Querétaro        | 1:2             | CD Veracruz       |
| Atlético Celaya          | 2:2 (6:5 i. E.) | Atlético Morelia  |
| Coras de Tepic           | 0:2             | CF Monterrey      |
| Cruz Azul Hidalgo        | 2:1             | TM Gallos Blancos |
| CF Pachuca               | 1:1 (5:6 i. E.) | Club Necaxa       |
| Inter de Tijuana         | 0:0 (1:3 i. E.) | Puebla FC         |

## Zweite Runde
Die Begegnungen der zweiten Pokalrunde wurden am 7. und 8. Februar 1995 ausgetragen. Die Bachilleres qualifizierte sich als einziges Team der dritten Liga für die dritte Runde.
|                        | Ergebnis |                   |
| ---------------------- | -------- | ----------------- |
| Delfines de Xalapa     | 0:3      | Santos Laguna     |
| Marte Morelos          | 0:2      | UAG Tecos         |
| Atlético San Francisco | 0:1      | Club América      |
| Atlético Yucatán       | 1:0      | CF Monterrey      |
| Bachilleres            | 2:0      | Cruz Azul Hidalgo |
| Pioneros de Cancún     | 0:1      | Toros Neza        |
| Guerreros de Acapulco  | 0:1      | CD Veracruz       |
| CD Irapuato            | 1:0      | Puebla FC         |
| CF La Piedad           | 2:1      | Atlético Morelia  |

Freilos: Club Necaxa (direkt für das Halbfinale qualifiziert)

## Dritte Runde
Die Begegnungen der dritten Pokalrunde fanden am 14. und 15. Februar 1995 statt. Hier setzten sich alle vier Erstligisten gegen die verbliebenen unterklassigen Mannschaften durch, wobei der einzig verbliebene Drittligist Bachilleres sich erst im Elfmeterschießen gegen Santos Laguna geschlagen geben musste.
|                  | Ergebnis        |               |
| ---------------- | --------------- | ------------- |
| CF La Piedad     | 0:1             | UAG Tecos     |
| Atlético Yucatán | 2:3             | Toros Neza    |
| CD Irapuato      | 1:2             | CD Veracruz   |
| Bachilleres      | 2:2 (5:6 i. E.) | Santos Laguna |

Freilos: Club América (direkt für das Halbfinale qualifiziert)

## Viertelfinale
Die Begegnungen des Viertelfinals fanden am 28. Februar und 1. März 1995 statt. Erstmals in diesem Turnier genoss die „gastgebende“ Mannschaft kein Heimrecht, sondern wurden alle Begegnungen auf neutralem Gelände ausgetragen. Die Partie zwischen den Tiburones Rojos Veracruz und den Tecos de la UAG fand im Estadio Sergio León Chávez von Irapuato statt und das Spiel zwischen Santos Laguna und Toros Neza im Estadio Domingo Velázquez von San Francisco del Rincón.
|               | Ergebnis        |            |
| ------------- | --------------- | ---------- |
| CD Veracruz   | 2:2 (7:6 i. E.) | UAG Tecos  |
| Santos Laguna | 2:1             | Toros Neza |

## Halbfinale
Die Halbfinalbegegnung zwischen den beiden Mannschaften, die bereits früh per Freilos in diese Runde gelangt waren, wurde bereits am 15. Februar 1995 ausgetragen, die andere Begegnung am 8. März 1995. Erneut gab es kein Heimrecht und wurden die Begegnungen auf neutralem Gelände in Mexiko-Stadt ausgetragen. Die Partie zwischen den Hauptstadtvereinen Necaxa und América fand im auch ansonsten von beiden Vereinen als Heimspielstätte genutzten Aztekenstadion statt und die Begegnung zwischen Veracruz und Santos Laguna wurde im Estadio Azulgrana, der damaligen Heimspielstätte des CF Atlante, ausgetragen.
|             | Ergebnis        |               |
| ----------- | --------------- | ------------- |
| Club Necaxa | 2:2 (6:5 i. E.) | Club América  |
| CD Veracruz | 2:0             | Santos Laguna |

## Finale
Das Finale wurde am 15. März 1995 im Estadio Cuauhtémoc von Puebla ausgetragen und von zwei Treffern des in Diensten von Necaxa stehenden Nationalstürmers Ricardo Peláez entschieden.
|             | Ergebnis |             |
| ----------- | -------- | ----------- |
| Club Necaxa | 2:0      | CD Veracruz |

Mit der folgenden Mannschaft gewann der Club Necaxa den Pokalwettbewerb der Saison 1994/95:
Nicolás Navarro – José María Higareda, Eduardo Vilches, Octavio Becerril, Gerardo Esquivel – Álex Aguinaga, Ignacio Ambríz, Alberto García Aspe, Sergio Zárate; Ricardo Peláez, Ivo Basay; Trainer: Manuel Lapuente.